# Andrzej Wajda
Andrzej Wajda (tiếng Ba Lan: [andʐɛj vajda]) (tên đầy đủ là Andrzej Witold Wajda) là đạo diễn điện ảnh và đạo diễn kịch, đồng thời là nhà biên kịch và thiết kế bối cảnh người Ba Lan sinh ngày 6 tháng 3 năm 1926. Ông được coi là một trong những nhà làm phim nổi tiếng nhất thế giới và đã được trao giải Oscar cho Thành tựu trọn đời, giải Cành cọ vàng và Sư tử vàng.
Ông nổi tiếng với chùm phim về chiến tranh bao gồm Pokolenie [Generation] (1955), Kanał (1956) và Popiol i diament [Ashes And Diamonds] (1958). Wajda đã qua đời vào ngày 9 tháng 10 năm 2016.

## Tuổi thơ
Wajda sinh ra ở Suwałki,  Ba Lan. Ông là con trai của Aniela Wajda, một giáo viên trường học và Jakub Wajda, một sĩ quan quân đội. Cha của Wajda bị giết trong cuộc thảm sát Katyn năm 1940. Năm 1942, ông tham gia kháng chiến Ba Lan và phục vụ trong quân đội. Sau chiến tranh, ông học làm họa sĩ tại Học viện Mỹ thuật Kraków trước khi vào Trường Điện ảnh Łódź.

## Sự nghiệp

### Giai đoạn đầu
Bộ phim đủ thời lượng đầu tiên do ông làm đạo diễn là Pokolenie [Generation] về thế hệ thanh niên sắp trưởng thành trong thời Đức Quốc xã chiếm đóng Ba Lan. Sau đó ông làm thêm hai bộ phim nữa trong chùm phim về đề tài phản chiến: Kanał (1956) (đạt giải đặc biệt của Ban Giám khảo tại Liên hoan phim Cannes năm 1957) và Popiol i diament [Ashes And Diamonds] (1958).
Một số bộ phim khác trong thời kỳ đầu sự nghiệp của Wajda: Lotna (1959), Niewinni czarodzieje [Innocent Sorcerers], Samson (1961),  Popioly [Ashes] (1965). Wszystko na sprzedaz [Everything For Sale] (1969), Polowanie na muchy [Hunting Flies] (1969). Ông cũng làm đạo diễn một số phim nước ngoài: Love at Twenty (1962), Siberian Lady Macbeth (1962) và Gates To Paradise (1968).
Trong thời kỳ này, Wajda cũng bắt đầu sự nghiệp làm đạo diễn sân khấu với các tác phẩm Kapelusz pelen deszczu [A Hatfull of Rain] (1959), Hamlet (1960), và Dwoje na hustawce [Two On a Seasaw] (1963).

### Thời kỳ phát triển
Thập niên 70 là giai đoạn phát triển nhất trong sự nghiệp của Wajda. Ông làm hơn 10 bộ phim, trong đó có Krajobraz po bitwie [Landscape After the Battle] (1970), Brzezina [Birch Wood] (1970 – bộ phim đoạt giải thưởng vàng về đạo diễn tại Liên hoan phim quốc tế Moskva),  Pilatus und andere [Pilat And Others] (1971), Wesele [The Wedding] (1972), Ziemia obiecana [Promised Land] (1975), Czlowiek z marmuru [Man of Marble] (1976), Smuga cienia [The Shadow Line] (1976), Bez znieczulenia [Rough Treatment] (1978), Panny z Wilka [The Maids of Wilko] (1979), Dyrygent [The Orchestra Conductor] (1980).
Năm 1981, Wajda cho ra mắt bộ phim Czlowiek z zelaza [Man of Iron] về phong trào đoàn kết lao động; cùng năm, ông đã đoạt giải Cành cọ vàng tại Liên hoan phim Cannes cho bộ phim này.
Năm 1983, ông đoạt giải thưởng César dành cho đạo diễn với bộ phim Danton do  Gérard Depardieu thủ vai chính.
Một số bộ phim khác của Wajda trong thập niên 80: Eine Liebe in Deutschland [Love In Germany] (1983), Kronika wypadkow milosnych [A Chronicle of Amorous Incidents] (1986), Les Possédes [The possessed] (1988).
Trong mảng sân khấu, Wajda đạo diễn các vở Biesy [The Possessed] (1971), Noc listopadowa [November Night] (1974), Sprawa Dantona [The Danton Affair] (1975), Gdy rozum spi [The Dreams of Reason] (1976), Nastasja Filipowna [Nastasja Filippovna] (1977), Rozmowy z katem [Conversations with an Executioner] (1977), Zbrodnia i kara [Crime and Punishment] (1984), Panna Julia [Miss Julie] (1988), Nastasja [Nastassya] (1989), Hamlet (IV) (1989).

### Từ năm 1990 tới khi mất
Từ năm 1990 tới 1999, ông tiếp tục làm một số phim như Korczak (1990), Pierscionek z orlem w koronie [The Crowned-Eagle Ring] (1992), Nastazja (1994), Wielki Tydzien [Holy Week] (1995), Panna Nikt [Miss Nothing] (1996), Pan Tadeusz (1998), Zemsta [Revenge] (2002), Czlowiek z nadziei [Man of Hope] (2005), Katyń (2007), Tatarak [Sweet Rush] (2009). Bộ phim cuối cùng của ông là Powidoki [Afterimage] (2006).
Trong giai đoạn này, Wajda nhận được nhiều giải thưởng danh giá. Ông được vinh danh với Giải thưởng Điện ảnh châu Âu năm 1990 do cống hiến trọn đời trong ngành điện ảnh và được trao giải Oscar cho Thành tựu trọn đời năm 2000. Katyń, bộ phim về cuộc thảm sát cùng tên, được đề cử giải thưởng Giải Oscar cho phim ngoại ngữ hay nhất năm 2008. Tai Liên hoan phim quốc tế Berlin năm 2009, ông giành được giải thưởng Alfred Bauer cho phim Sweet Rush.
Năm 1994, ông thành lập Bảo tàng nghệ thuật và công nghệ Nhật Bản Manggha tại Kraków in 1994. Năm 2002, cùng với nhà làm phim Wojciech Marczewski, ông thành lập một trường dạy về đạo diễn phim (ngày nay được biết đến tới tên gọi Trường học & Studio Wajda.  

## Cuộc sống cá nhân
Wajda trải qua 4 cuộc hôn nhân từ năm 1949 tới khi mất. Năm 1974, ông kết hôn với người vợ thứ 4 là Krystyna Zachwatowicz, một nhà thiết kế trang phục sân khẩu và đồng thời là nữ diễn viên.  Ông mất vào ngày 9/10/2016 tại Warsaw, hưởng thọ 90 tuổi.

## Danh sách phim do Andrzej Wajda làm đạo diễn
- Pokolenie [Generation] (1955)
- Kanal (1957)
- Popiol i diament [Ashes And Diamonds] (1958)
- Lotna (1959)
- Niewinni czarodzieje [Innocent Sorcerers] (1960)
- Samson (1961)
- Sibirska Ledi Magbet [Siberian Lady Macbeth] (1962)
- L'amour à vingt ans [Love At Twenty] (1962)
- Popioly [Ashes] (1965)
- The Gates To Paradise (1968)
- Przekladaniec [Roly Poly] (1968)
- Wszystko na sprzedaz [Everything For Sale] (1969)
- Polowanie na muchy [Hunting Flies] (1969)
- Brzezina [Birch Wood] (1970)
- Krajobraz po bitwie [Landscape After the Battle] (1970)
- Pilatus und andere [Pilat And Others] (1972)
- Wesele [The Wedding] (1973)
- Ziemia obiecana [Promised Land] (1975)
- Smuga cienia [The Shadow Line] (1976)
- Czlowiek z marmuru [Man of Marble] (1977)
- Bez znieczulenia [Rough Treatment] (1978)
- Panny z Wilka [The Maids of Wilko] (1979)
- Dyrygent [The Orchestra Conductor] (1980)
- Czlowiek z zelaza [Man of Iron] (1981)
- Danton (1983)
- Eine Liebe in Deutschland [Love In Germany] (1983)
- Kronika wypadkow milosnych [A Chronicle of Amorous Incidents] (1986)
- Les Possédes [The possessed] (1988)
- Korczak (1990)
- Pierscionek z orlem w koronie [The Crowned-Eagle Ring] (1992)
- Nastasja (1994)
- Wielki Tydzien [Holy Week] (1995)
- Panna Nikt [Miss Nothing] (1996)
- Pan Tadeusz (1998)
- Zemsta [Revenge] (2002)
- Czlowiek z nadziei [Man of Hope] (2005)
- Katyń (2007)
- Tatarak [Sweet Rush] (2009)